# نورن‌ها

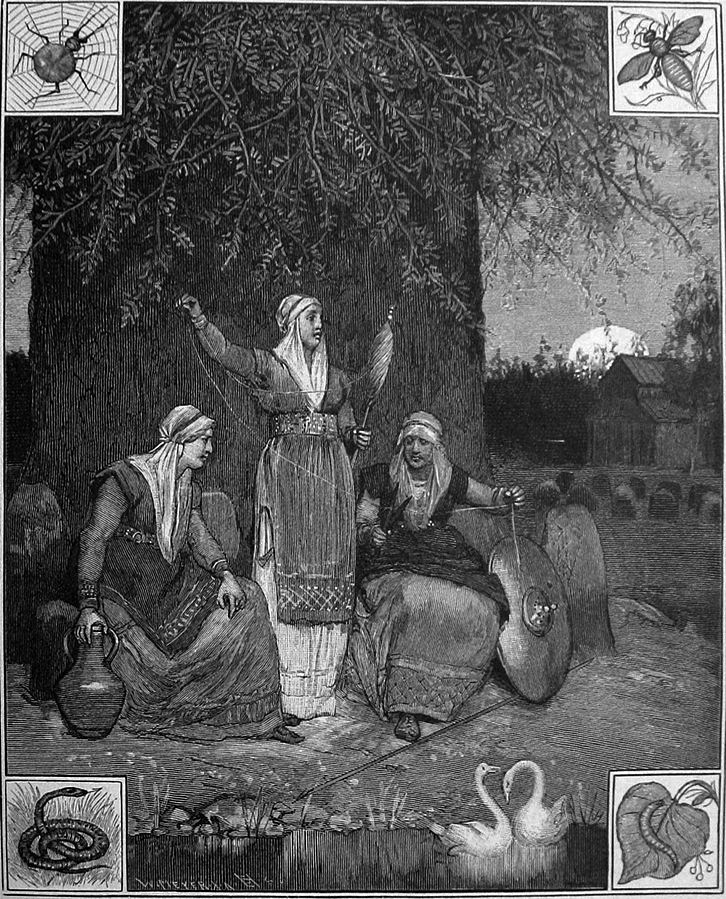
نورن‌ها در پای درخت ایگدراسیل، نخ سرنوشت را می‌تابند.

نورن‌ها (به انگلیسی: Norns) در اساطیر اسکاندیناوی نیمه الهگان، یا فرشتگان سرنوشت هستند. این سه خواهر به نام‌های: آورد (به معنی سرنوشت)، ورداندی (بایستگی و ضرورت) و اسکولد (زمان حال) هم سرنوشت انسان‌ها و هم سرنوشت خدایان و هم جریان‌های طبیعی و دائمی کیهان را کنترل می‌کنند. آن‌ها همچنین نگهبان چاه سرنوشت، اورداربرونر، در زیر یکی از ریشه‌های ایگدراسیل در آسگارد هستند.

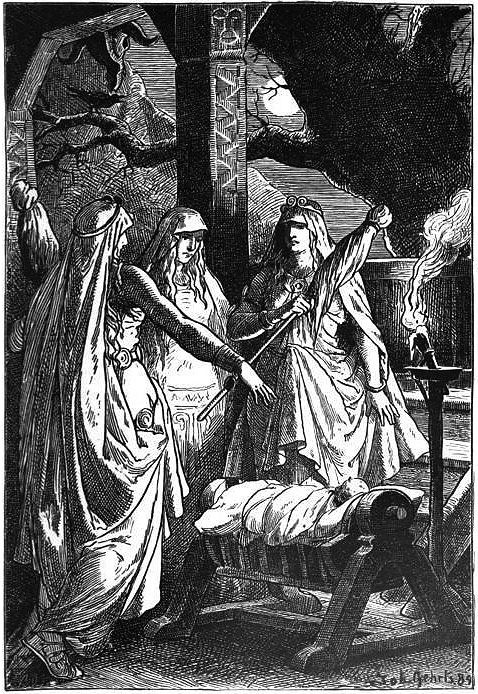
سه نورن کودکی را احاطه کرده‌اند. اثر یوهانس گرتس (۱۸۸۹)

وظیفه و مأموریت مهم دیگر نورن‌ها مراقبت و رسیدگی به ایگدراسیل است. از آنجا که این درخت همواره در معرض خطر قرار دارد و در حال فساد است، نورن‌ها با پاشیدن گل و آب چاه سرنوشت، سعی در توقف یا حداقل کند کردن این روند دارند.
در بعضی روایت‌ها، نورن‌ها همچنین در امر وضع حمل و تولد نوزاد به مادر و فرزند کمک می‌کردند، و در بعضی موارد چنین تصور می‌شده که هر شخص، نورن مخصوص به خود را دارد.
چندین تصویر مختلف برای فعالیت‌های سرنوشت سازی نورن‌ها در سراسر ادبیات نورس قدیم استفاده می‌شود. سه مورد از رایج‌ترین آنها ریختن قرعه‌های چوبی، بافتن یک تکه پارچه و کنده کاری نمادها (احتمالاً رون‌ها) روی چوب است.

## تصویر نورن‌ها:
نورن‌ها معمولاً به عنوان زنانی پیر و خردمند با ریش‌های بلند و لباس‌های بلند و ساده به تصویر کشیده می‌شوند. هر کدام از آنها یک ابزار خاص دارند:
- آورد: یک ابزار اندازه‌گیری دارد که طول نخ زندگی را تعیین می‌کند.
- ورداندی: یک ابزار ریسندگی دارد که نخ زندگی را می‌ریسد.
- اسکولد: یک قیچی دارد که نخ زندگی را می‌برد.

## اهمیت نورن‌ها:
نورن‌ها در اساطیر اسکاندیناوی از اهمیت زیادی برخوردار هستند. آنها نمادی از قدرت سرنوشت هستند و یادآور این موضوع هستند که زندگی انسان‌ها در دست خدایان است.
باور به نورن‌ها در فرهنگ اسکاندیناوی تا به امروز باقی مانده است و بسیاری از مردم هنوز هم به آنها به عنوان موجوداتی قدرتمند که بر زندگی آنها تأثیر می‌گذارند، احترام می‌گذارند.